# پیرز آنتونی
پیرز آنتونی (انگلیسی: Piers Anthony؛ زادهٔ ۶ اوت ۱۹۳۴) یک رمان‌نویس اهل بریتانیا است.